# Рогачёвское сельское поселение
Рогачевское сельское поселение — муниципальное образование в составе Новоусманского района Воронежской области.
Административный центр — село Рогачёвка.

## Административное деление
В состав поселения входят:
- село Рогачёвка
- посёлок Дружелюбие
- посёлок совхоза «Лекраспром»
- посёлок Тамлык